# Renault R28
Renault R28  je vůz Formule 1, který se účastnil mistrovství světa v roce 2008.

## Popis
Tým ING Renault F1 vkládá velké naděje pro sezónu 2008, do nového vozu s označením R28. Nový vůz se poprvé prezentoval během čtyřdenních testů ve Valencii 21. ledna, kde během celého cyklu testování najezdil přes 1500 km a i vzhledem k četným technickým změnám v pravidlech, vykazoval značnou spolehlivost. Stejně jako ostatní týmy i vůz Renault je vybaven standardizovanou elektronickou řídicí jednotkou SECU (Standard Electronic Control Unit), jejímž výrobcem je MES (McLaren Electronic Systems).
Na novém voze je patrný určitý vývoj v oblasti designu a aerodynamiky, tak aby se získal optimální výkon z pneumatik. Dále bylo revidováno rozložení hmotnosti a některé aerodynamické prvky doznaly změny. Nejviditelnější změnou na voze je nový tvar předního přítlačného křídla a tou nejvýznamnější určitě nová převodovka. Celý tým tvrdě pracoval na zlepšení tuhosti a snížení váhy vozu, tak aby se zlepšila nastavitelnost vozu pro jednotlivé okruhy.
Dle slov technického ředitele Boba Bella, nový vůz není tak evoluční jako jeho předchůdce a také se příliš nevzdálil od loňského konceptu. Dále prohlásil, že potíže s loňským modelem jsou vyřešeny a slíbil pilotům dát konkurenceschopné auto. Zvláštní péče byla věnována přední části vozu a aerodynamice, nakonec byla i značně přepracována zadní část vozu.
Vzhledem k homologaci motoru zůstala pohonná jednotka RS28 téměř beze změn. Jedinou komplikací v této oblasti byla práce na přizpůsobení se požadavkům SECU. Tým se musel seznámit se spoustou nového softwaru a doprovodných programů.

### Technická data
- Motor: Renault RS26
  - V8 90°
  - Objem: 2398 cc s 32 ventily
  - Vstřikování Marelli
  - Palivový systém Magneti Marelli
  - Palivo Elf
  - Výkon: 750 koní/19000 otáček
  - Převodovka: Renault/ 7stupňová poloautomatická.
  - Pneumatiky: Michelin
  - Ráfky: OZ Racing
  - Brzdy: AP Racing
  - Hmotnost 605 kg

## Změny na voze

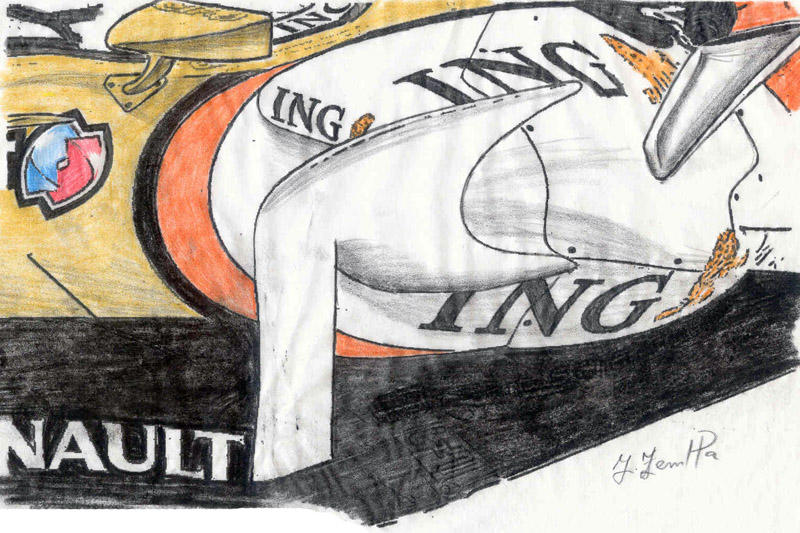
Detail bočnice, změna před GP Austrálie

### Austrálie
Je až neuvěřitélné, jak rychle dokazali u Renaultu aplikovat boční aerodynamická křidelká, která okoukala u konkurenčního BMW a tak jen zopakujeme. Podle výsledků z aerodynamického tunelu a následných propočtů v CFD, byl potvrzen pozitivní vliv na stabilitu a zvětšila se i efektivita vozu. Toto boční křidélko pomáhá zlepšovat prouděni vzduchu okolo bočnic a následně zlepšuje chlazení a lepší průtok vzduchu v zadní části vozu.

## Výsledky v sezoně 2008
| Legenda k tabulce | Legenda k tabulce                                                                       |
| Barva             | Výsledek                                                                                |
| ----------------- | --------------------------------------------------------------------------------------- |
| Zlatá             | Vítěz                                                                                   |
| Stříbrná          | 2. místo                                                                                |
| Bronzová          | 3. místo                                                                                |
| Zelená            | Bodované umístění                                                                       |
| Modrá             | Nebodované umístění                                                                     |
| Modrá             | Dokončil neklasifikován (NC)                                                            |
| Fialová           | Odstoupil (Ret)                                                                         |
| Červená           | Nekvalifikoval se (DNQ)                                                                 |
| Červená           | Nepředkvalifikoval se (DNPQ)                                                            |
| Černá             | Diskvalifikován (DSQ)                                                                   |
| Bílá              | Nestartoval (DNS)                                                                       |
| Bílá              | Závod zrušen (C)                                                                        |
| Světle modrá      | Pouze trénoval (PO)                                                                     |
| Světle modrá      | Páteční testovací jezdec (TD)                                                           |
| Bez barvy         | Netrénoval (DNP)                                                                        |
| Bez barvy         | Vyřazen (EX)                                                                            |
| Bez barvy         | Nepřijel (DNA)                                                                          |
| Bez barvy         | Odvolal účast (WD)                                                                      |
| Bez barvy         | Nezúčastnil se (prázdné)                                                                |
| Označení          | Význam                                                                                  |
| Tučnost           | Pole position                                                                           |
| Kurzíva           | Nejrychlejší kolo                                                                       |
| †                 | Jezdec nedojel do cíle, ale byl klasifikován, protože odjel více než 90 % délky závodu. |
| ‡                 | Byl udělován poloviční počet bodů, protože bylo odjeto méně než 75 % délky závodu.      |
| Horní index       | Umístění bodujících jezdců ve sprintu                                                   |

| Rok  | Šasi        | Motor        | Pneu | Jezdci          | 1   | 2   | 3   | 4   | 5   | 6   | 7   | 8   | 9   | 10  | 11  | 12  | 13  | 14  | 15  | 16  | 17  | 18  | Body | Umístění |
| ---- | ----------- | ------------ | ---- | --------------- | --- | --- | --- | --- | --- | --- | --- | --- | --- | --- | --- | --- | --- | --- | --- | --- | --- | --- | ---- | -------- |
| 2008 | Renault R28 | Renault RS27 | B    |                 | AUS | MAL | BHR | ESP | TUR | MON | CAN | FRA | GBR | GER | HUN | EUR | BEL | ITA | SIN | JPN | CHN | BRA | 31   | 5        |
| 2008 | Renault R28 | Renault RS27 | B    | Fernando Alonso | 4   | 8   | 10  | Ret | 6   | 10  | Ret | 8   | 6   | 11  | 4   | Ret | 4   | 4   | 1   | 1   | 4   | 2   | 31   | 5        |
| 2008 | Renault R28 | Renault RS27 | B    | Nelson Piquet   | Ret | 11  | Ret | Ret | 15  | Ret | Ret | 7   | Ret | 2   | 6   | 11  | Ret | 10  | Ret | 4   | 8   | Ret | 31   | 5        |